# Грауинген
Грауинген (нем. Grauingen) — район общины Кальфёрде в Германии, в земле Саксония-Анхальт, район Бёрде. Население составляет 159 человек (на 31 декабря 2008 года). Занимает площадь 6,94 км².

## История
Первое упоминание о поселении встречается в летописях замка Кальфёрде в VII—VIII веке.
1 января 2010 года, после проведённых реформ, община Грауинген вошла в состав общины Кальфёрде.

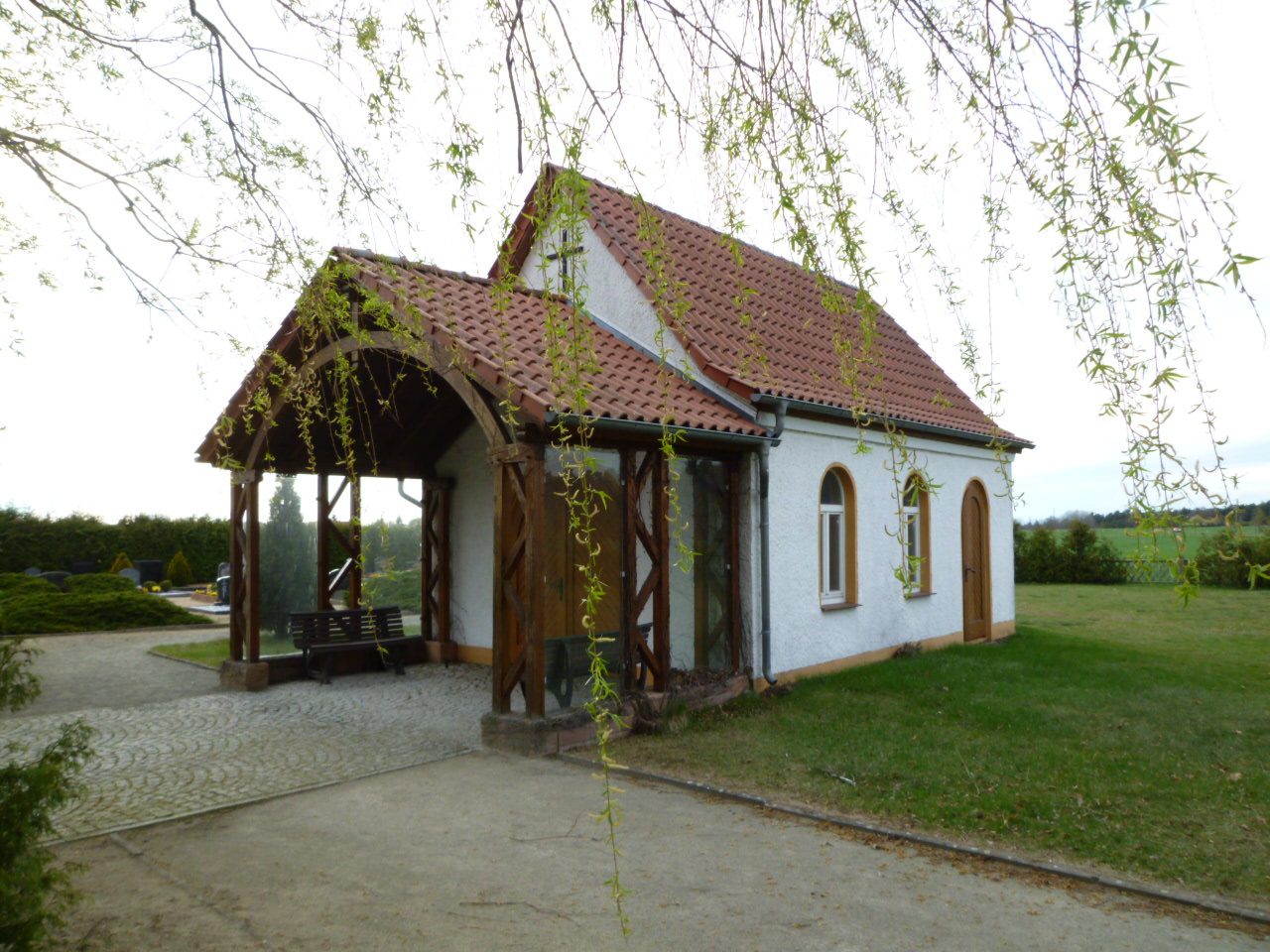
Часовня в Грауингене